# Наомі Скотт
Наомі Скотт (англ. Naomi Scott) — англійська акторка, співачка, музикантка, танцюристка та режисерка. Найбільше відома роллю Могіні «Mo» Банджарі в фільмі «Лимонадний голос» та як Меган у телесеріалі «Life Bites» (Велика Британія).

## Життя та кар'єра
Народилася у Лондоні, Велика Британія. Її мати, Аша Скотт, є гуджараткою з Уганди, а її батько, Кріс Скотт, є британцем. Батько служить старшим пастором Церкви Мосту (Bridge Church), у Вудфорді, Ессекс. 
Наомі почала співочу кар'єру з гурту молоді Церкви Мосту. Вона відвідувала школу фундації Давенанта та регулярно брала участь у школі в музичних та драматичних постановках. Пізніше британський поп співак Келл Браян (Kelle Bryan) з дівочим музичним гуртом Eternal залучили її. Також вона працює з британськими авторами пісень та продюсерами Xenomania.
Першу головну роль виконала в серіалі Life Bites каналу Дісней Велика Британія. У 2010 році брала участь у пробах на роль Могіні «Mo» Банджарі в оригінальному фільмі каналу Дісней 2011 року «Лимонадний голос», її перша роль в американському кіновиробництві. Виконала одну з головних ролей, Медді, в науково-фантастичному телесеріалі Терра нова, представленому восени 2011 на каналі Fox. 
У 2019 році зіграла принцесу Жасмін у фільмі Аладдін.

## Особисте життя
У червні 2014 року одружилася з англійським футболістом Джорданом Спенсом після чотирьох років знайомства.
Наомі Скотт є християнкою, регулярно бере участь в місіонерській роботі та соціальних програмах допомоги. Вона подорожувала в Словаччину, щоб навчати англійської мови в початкових школах та виступати зі своїм музичним гуртом молоді. 

## Фільмографія
| Рік  | Назва українською   | Назва оригіналу      | Роль                 | Примітки                                   |
| ---- | ------------------- | -------------------- | -------------------- | ------------------------------------------ |
| 2009 |                     | Life Bites           | Меган                | телесеріал; 11 епізодів                    |
| 2011 | Лимонадний голос    | Lemonade Mouth       | Могіні «Mo» Банджарі | Оригінальний фільм каналу Дісней           |
| 2011 | Терра Нова          | Terra Nova           | Медді Шеннон         | телесеріал                                 |
| 2012 |                     | Modern/Love          | Harper               | Короткометражка                            |
| 2013 | Будь-якими засобами | By Any Means         | Ванесса Веласкес     | телесеріал; «Епізод 3» (Сезон 1, епізод 3) |
| 2013 |                     | Our Lady of Lourdes  | Lourdes              | Короткометражка                            |
| 2014 |                     | Hello, Again         | Maur                 | Короткометражка                            |
| 2015 | 33                  | The 33               | Скарлетт Сепульведа  |                                            |
| 2015 | Марсіянин           | The Martian          | Реко                 |                                            |
| 2017 | Могутні рейнджери   | Power Rangers        | Кімберлі Гарт        |                                            |
| 2019 | Аладдін             | Aladdin              | Принцеса Жасмін      |                                            |
| 2019 | Ангели Чарлі        | Charlie's Angels     | Елена Гафлін         |                                            |
| 2022 | Анатомія скандалу   | Anatomy of a Scandal | Олівія Літтон        | телесеріал; 5 епізодів                     |
| 2024 | Далекий             | Distant              | Наомі Каллоуей       |                                            |
| 2024 | Усміхайся 2         | Smile 2              | Скай Райлі           |                                            |
| 2025 | Вічне повернення    | Eternal Return       | Кес                  |                                            |

## Дискографія
- 2011: She's So Gone (з телефільму Лимонадний голос)